# Kaliakra
Koordinaten: 43° 22′ 0″ N, 28° 28′ 0″ O

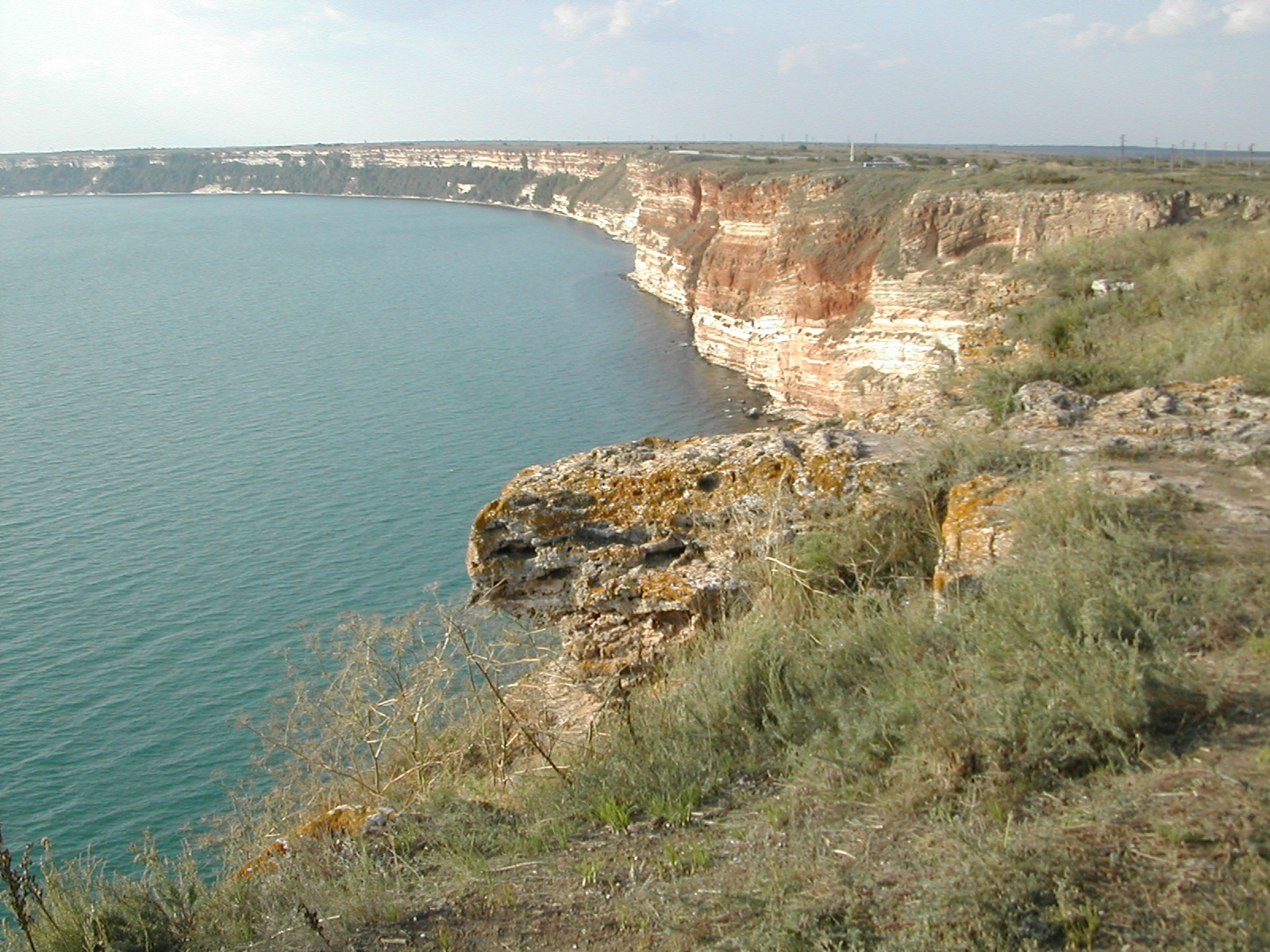
Silberküste bei Kaliakra

Das Kap Kaliakra [kɐlˈiakrɐ] (bulgarisch Нос Калиакра Nos Kaliakra) ist neben dem Kap Emine das bekannteste Kap Bulgariens an der nördlichen bulgarischen Schwarzmeerküste in der Region Dobrudscha.

## Geschichte

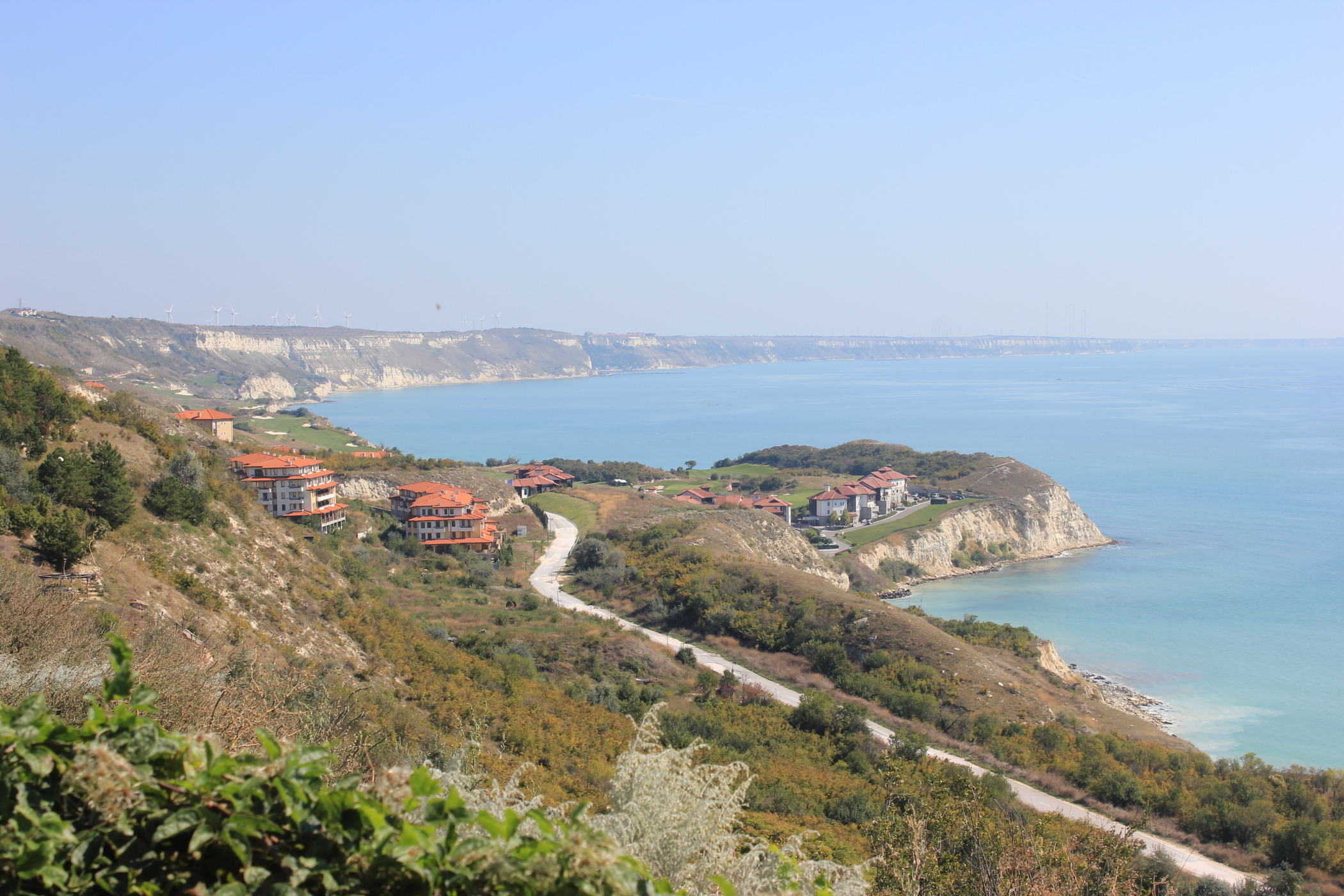
Blick von Baltschik in Richtung Kaliakra

Seit der Antike befand sich hier, entlang der Via Pontica eine Festung. Sie trug bei den Thrakern den Namen Tirisis, unter den Römern Akra und unter den Byzantinern Akres Kastelum. Im Mittelalter trug die strategisch wichtige Festung den Namen Kaliakra. Sie wurde im 13. Jahrhundert im Despotat Dobrudscha zur Hauptstadt des Zweiten Bulgarischen Reichs. 
Die Region war schon immer Zankapfel der Anlieger wie auch der am Schwarzen Meer interessierten großen Mächte. So wurde auch Kap Kaliakra wiederholt befestigt: Die ältesten Wehrbauten stammen von den Thrakern und datieren etwa aus dem 4. Jahrhundert v. Chr. Zu späterer Zeit übernahmen die Griechen die Region und über 200 Jahre lang, die Römer.
Mit der Teilung des Imperium Romanum wurde die Region byzantinisch. Im 13. Jahrhundert gab es kurzzeitig infolge des vierten Kreuzzuges und des in Konstantinopel errichteten Lateinischen Kaiserreiches ein autonomes Staatswesen eines Fürsten Dobrotitsch, von dem auch die Landschaft ihren Namen hat. Dann wurde Byzanz wiederhergestellt, fiel aber bald an die Osmanen, die 1791 die Seeschlacht am Kap Kaliakra gegen russische Kriegsschiffe unter Admiral Uschakow verloren.
Seit 1878 bulgarisch geworden, gehörte Kaliakra in der Zeit von 1913 bis 1940 zu Rumänien und erst seit dem Ende des Zweiten Weltkrieges wieder zu Bulgarien, wo es im Rahmen des Warschauer Pakts von der Sowjetunion genutzt wurde.
Ab 1988 wurde mit dem Aufbau einer großen Sendeanlage für Mittelwellenrundfunk begonnen, die aber nie in der gewünschten Form in Betrieb ging.
2006 weihte man zum Gedenken an den Sieg 1791 das Uschakow-Denkmal am Kap Kaliakra ein.

### Das Kap

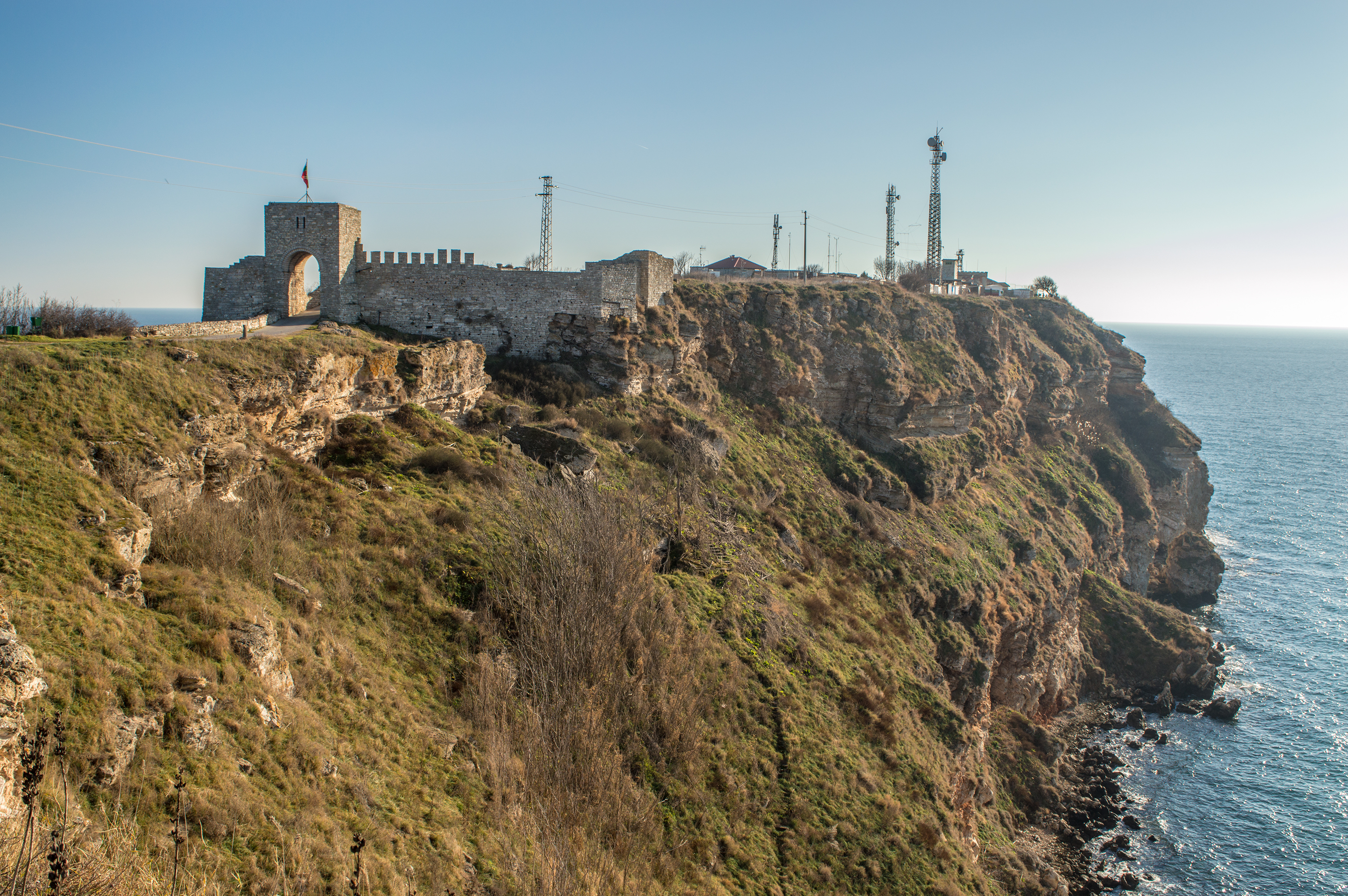
Kap Kaliakra

Die rund 70 Meter hohen rötlichen Felsen sind stark zerklüftet und ausgehöhlt. Eine der Höhlen ist zu einem Museum ausgestaltet, in dem vornehmlich Funde aus der antiken Festung Tetrasiada zu sehen sind – weitere Dokumentationen finden sich vor allem in den Museen in Warna, aber auch in Baltschik und Kawarna.
In anderen Kavernen haben sich Robbenkolonien angesiedelt. Von der Höhe des Kaps aus sind Meeresvögel und jenseits der Riffe oft auch Delphine zu beobachten. Im Norden grenzt Kaliakra an die Lagune Taukliman (Vogelbucht) und das Sumpfgebiet Bolata, Naturreservate mit vielen und seltenen Tier- und Pflanzenarten, alleine über 150 Vogelarten leben dort.

### Legenden
Als sich anno 323 v. Chr. nach dem Tod Alexanders des Großen dessen Statthalter Lysimachos im Kampf um die Macht ganz Thrakiens bemächtigte, soll seine Flotte mit dem geraubten Staatsschatz vor Kaliakra im Sturm gesunken sein. Dabei dürfte es sich ebenso um eine Sage handeln wie bei der Überlieferung von dem Mädchen Kaliakra und ihren 39 blondbezopften Schicksalsgenossinnen, die sich angesichts der türkischen Eroberung Bulgariens von den steilen Klippen ins Meer gestürzt haben sollen, um nicht in einem Harem enden zu müssen.

### Heute
Heute ist das zerklüftete Kap ein beliebtes Ausflugsziel für Touristen. Der Leuchtturm von 1901 ist nicht zugänglich, ebenso der oberste Teil des Felsens. Unweit des Felsens wurden ein großer Windpark und eine Mittelwellensendeanlage errichtet. Für den Besuch des Kaps ist Eintritt zu bezahlen.